# Littleton (Guildford)
Littleton – osada w Anglii, w hrabstwie Surrey, w dystrykcie Guildford. Leży 47 km na południowy zachód od centrum Londynu.